# کشتی هوایی ۲۳-کلاس
کشتی هوایی ۲۳-کلاس (به انگلیسی: 23-class airship) یک کشتی هوایی ساختِ کارخانهٔ ویکرز و آرمسترانگ ویتورث در کشور بریتانیا است. این کشتی هوایی برای نخستین بار در ۱۹ سپتامبر ۱۹۱۷ میلادی مورد استفاده قرار گرفت.